# Lucien Poirier
Lucien Poirier (* 1918; † 10. Januar 2013) war ein französischer General und Autor.

## Leben und Wirken
Zu Beginn des Zweiten Weltkriegs meldete sich Poirier als Freiwilliger zur Armee. Für kurze Zeit war er an der Militärschule Saint-Cyr und kam bei der deutschen Besetzung in Kriegsgefangenschaft, die er im Deutschen Reich verbüßen musste.
Nach Kriegsende konnte Poirier nach Paris zurückkehren und trat noch im selben Jahr im Rang eines Capitains in die Fremdenlegion ein. Nach einer weiteren Ausbildung nahm er am Indochinakrieg teil und kämpfte auch im Algerienkrieg.
Nach Beendigung seiner Dienstzeit kehrte er nach Frankreich zurück und widmete sich ab 1968/70 sich verschiedenen politisch-militärischen Themen, zu denen er Vorträge hielt und verschiedentlich Bücher veröffentlichte. Er beschäftigte sich insbesondere mit der Abschreckungstheorie und gilt als Vater der statégie du faible au fort, des französischen Nuklearprogramms. Damit wurde er zur mahnenden Stimme der französischen Atomstreitmacht im Kalten Krieg.
Später übernahm er von Jean Pavlevski dessen 1971 gegründeten Verlag Economica und leitete ihn zusammen mit Hervé Couteau-Bégarie. 1979 wurde Poirier zum General befördert und offiziell in den Ruhestand verabschiedet. Verbunden damit war ein Lehrauftrag an der Universität Paris, der École des Hautes Études en Sciences Sociales (EHESS), der École normale supérieure (Paris) und der École nationale d’administration (Straßburg).

## Ehrungen
- 2001 Prix «Edmond Fréville - Pierre Messmer» der Académie des sciences morales et politiques

## Schriften
- La Crise des fondements. ISC/Economica, Paris 1994.
- Stratégies nucléaires. Complexe, Brüssel 1988
- Essais de stratégie théorique. Institut de stratégie comparée, Paris 1982.
- Des stratégies nucléaires. Hachette, Paris 1977.
- zusammen mit François Géré: La réserve et l'attente. L'avenir des armes nucléaires françaises. Economica, Paris 2001.